# Philicus rotundipennis
Philicus rotundipennis là một loài bọ cánh cứng trong họ Cerambycidae.